# Юхас, Ференц (политик)
Ференц Юхас (родился 6 июля 1960 года в Ньиредьхазе) — бывший министр обороны Венгрии с 27 мая 2002 г. по 9 июня 2006 г. С 1990 года являлся членом Венгерской социалистической партии, в 2002 году становится заместителем партии. Также он был членом парламента с 1994 по 2014 год. Женат на Чилла Сендрак.
13 июля 2012 года прокуратура начала расследование по подозрению в хищении средств против Юхаса и гос. секретаря Ласло Фапала. Согласно обвинению, Юхас продал квартиру, принадлежащую министерству Ласле по заниженной цене, сумма ущерба составляла 43 миллиона форинтов. В 2014 году обоих оправдали.

## Ссылка
- www.juhaszferenc.hu